# Creation Museum
Het Creation Museum is een museum in Petersburg (Kentucky) in de Verenigde Staten ter promotie van het jongeaardecreationisme. Het museum presenteert de oorsprong van het heelal, de oorsprong van het leven en geschiedenis van de mensheid op grond van een letterlijke interpretatie van het boek Genesis uit de Bijbel.

## Museum
Volgens de tentoonstellingen in het museum is de aarde een paar duizend jaar oud en hebben de mens en de dinosauriërs samengeleefd. Het museum laat objecten zien uit verschillende culturen die dinosaurusachtigen afbeelden. Dat dinosauriërs vierduizend jaar geleden leefden, wordt volgens creationisten aangetoond door de aanwezigheid van zacht weefsel op de fossielen; bouwstoffen voor cellen en eiwitten in fossielen die niet miljoenen jaren goed zouden kunnen blijven. Deze kijk wordt tegengesproken door vrijwel alle geleerden in de relevante vakgebieden. Het museum heeft kritiek gekregen van de wetenschappelijke gemeenschap, verscheidene groepen leraren, de media en christelijke groepen die niet geloven in jongeaardecreationisme..
Het museum, waarvan gezegd wordt dat het $27 miljoen heeft gekost, is bekostigd door donaties aan de apologetische organisatie Answers in Genesis. Het opende zijn deuren op 28 mei 2007. Het museum verwachtte 250.000 betalende bezoekers in het eerste jaar. Dit aantal werd al op 2 november 2007 gehaald.
De oorspronkelijke naam van het museum was het Creation Museum and Family Discovery Center. Bij het Museum horen een planetarium, een "4D"-bioscoop, een botanische tuin, een kabelbaan en een dierentuin. De toegangsprijs voor volwassenen voor het museum is $35, en $75 inclusief een bezoek aan het grote model van de ark van Noach in Williamstown, Kentucky in de buurt. 